# Laurent Bram
Laurent Bram (Mersch, 31 de març de 1984) és un jugador i entrenador de tennis luxemburguès.
Com a jugador de categoria júnior, Bram va arribar fins al número 184 a l'agost de 2002. Va jugar al costat de Josselin Ouanna a 3 jocs al Tournoi Internacional Junior de St. Francois. Ha exercit principalment a la Copa Davis per al seu país, on té un rècord de 5-14 victòries i derrotes. Va perdre amb Andy Murray per 6-0. 6-0 a la competició de la Copa Davis de l'any 201